# クワンティコ海兵隊航空施設
クワンティコ海兵航空施設（英:Marine Corps Air Facility Quantico, MCAF Quantico） (IATA: NYG, ICAO: KNYG, FAA LID: NYG) は、バージニア州クワンティコ海兵隊基地にあるアメリカ海兵隊の飛行場である。1919年に設立されたこの飛行場は、現在、アメリカ合衆国大統領の空輸を担当する飛行隊である第1海兵ヘリコプター飛行隊（HMX-1）の本拠地となっている。1931年にハイチで戦死した退役海兵隊パイロットであり、2人目の海兵隊航空部長であったトーマス・C・ターナーにちなんで「ターナー飛行場」とも呼ばれている。
2010年8月12日、第1海兵ヘリコプター飛行隊の機体を整備・格納するための新格納庫が、マリーンワンの創設者であるバージル・D・オルソン大佐（1912年～2019年）を記念する施設として建設された。

## 歴史
クワンティコで航空機が飛行したのは、1896年5月6日、スミソニアン協会の3番目の事務局長を務めた天文学者のサミュエル・ピアポント・ラングレー博士（1834年～1906年）が、現在のクワンティコ海兵航空施設の滑走路南端付近にあったチョパワムシク島の島陰において、蒸気エンジンを動力とするエアロドローム「モデルNo.5」をハウスボートから無人で発射させたのが最初である。エアロドローム「モデルNo.5」は、その日の午後、２回の飛行に成功し、1回目は1,005m、2回目は700m（いずれも、飛行経路に沿って測定した水平距離）をおよそ40 km/hで飛行した。
1896年11月28日には、エアロドローム「モデルNo.6」（エアロドローム「No.4」を再設計したもの）がチョパワムシク島沿岸のほぼ同じ場所で飛行を行った。「モデルNo.6」も、蒸気駆動で、ハウスボートから無人で発射され、1,460mを飛行した。「モデルNo.5」と「モデルNo.6」のいずれの機体も、蒸気エンジンを駆動する燃料には、ガソリンを用いていた。
これらの成功を踏まえ、パイロットが搭乗できる大きさのエアロドロームAの設計および製造が開始された。まず、クォータースケール・エアロドロームと呼ばれる、ガソリン・エンジンを搭載した無人の縮小模型が製造され、1901年6月18日に2回の飛行に成功した。1903年8月8日には、エンジンに改良が加えられた模型が飛行を行った。
改良されたガソリン駆動のロータリーエンジンを搭載し、有人飛行が可能なエアロドロームAの最初の試験飛行は、1903年10月7日に、現在のクワンティコ海兵航空施設から数マイル南側のポトマック川に係留された大型のハウスボートから行われた。この試験飛行は失敗に終わり、修理した機体を用いて再試験が行われたのは、1903年12月8日（ライト兄弟のフライヤー号がノースカロライナ州キティホークで飛行する9日前）のことであった。この2回目の試験も、失敗に終わった。パイロット（ラングレーの助手であるチャールズ・M・マンリー）は、軽傷で済んだ。
1918年7月、射撃の観測に用いるための2機の気球が飛来した。今日の観測用航空機の先駆者であるこれらの気球の役割は、チョパワムシク川とポトマック川の合流点で運用が開始された4機の水上機に引き継がれた。

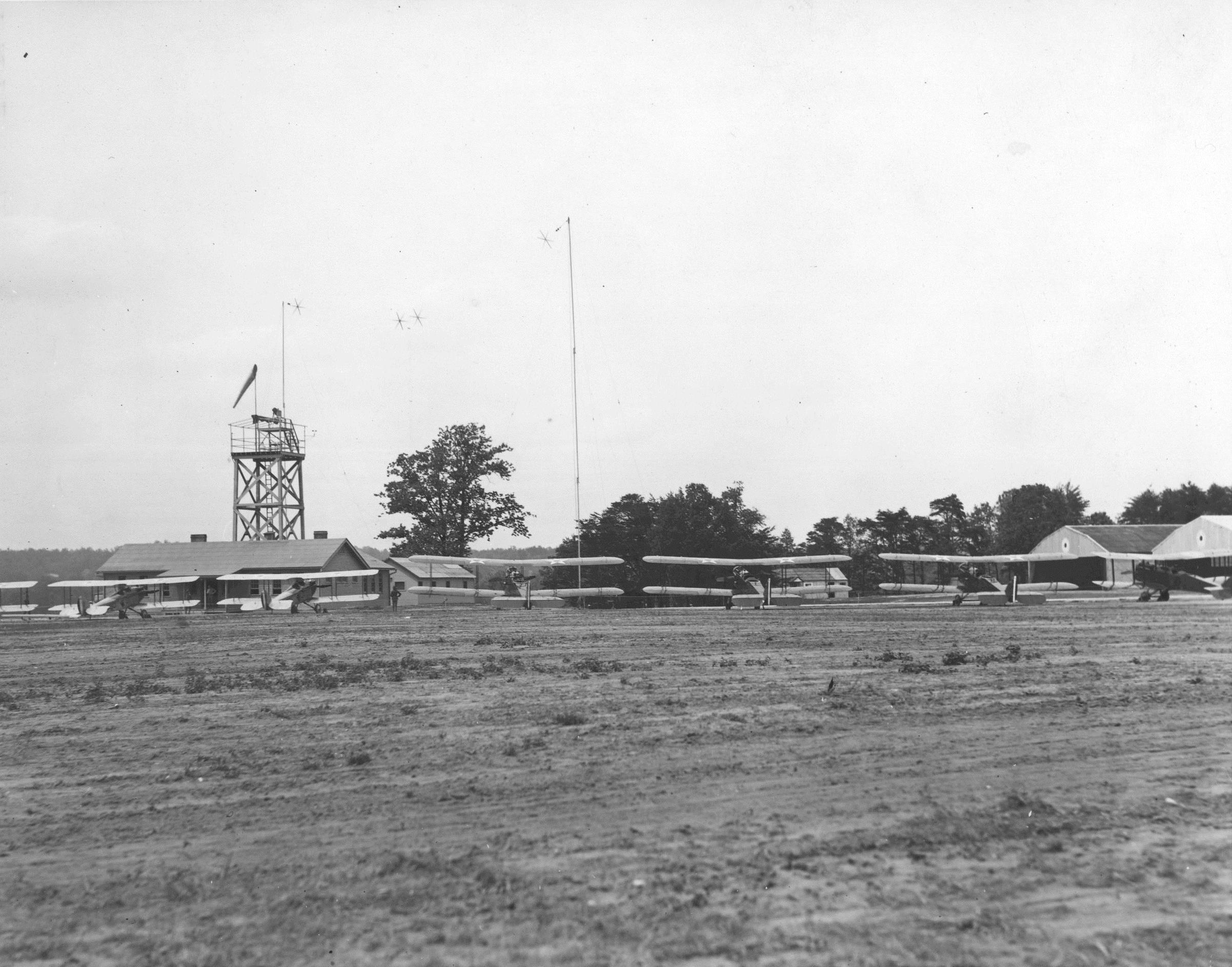
ブラウン飛行場（1922年）

1919年、飛行場が建設され、第一次世界大戦のヨーロッパ戦線から帰還した飛行隊が駐留した。建設された飛行場は、1921年6月9日に近郊で発生した航空事故で死亡したウォルター・バーノン・ブラウン少尉にちなんで、ブラウン飛行場と命名された。その後、大型高速機の導入に伴い運用が困難になったことから、1931年に現在の飛行場が建設された。
新しい飛行場は、湿原を埋め立て、チョパワムシク川の流路を変更して建設され、ターナー飛行場と命名された。1939年までに、68機の爆撃機、偵察爆撃機、戦闘機、輸送機、多用途機および観測機を装備する4つの飛行隊が配置された。1941年12月1日、ターナー飛行場は、クワンティコ海兵隊航空基地（英:Marine Corps Air Station Quantico）と改称され、マリーン・バラックスの隷下に置かれた。
1947年、航空運用における全く新しい構想の先駆者として、第1海兵ヘリコプター飛行隊がクワンティコに創設された。この飛行隊の任務は、戦闘地域にヘリコプターで兵員を輸送するという戦術をランディング・フォース開発センター（英:Landing Force Development Center）と連携しながら試験および評価することであった。
朝鮮戦争が終結する頃には、ヘリコプターは、戦術および兵站支援手段として軍から完全に受け入れられていた。1976年11月15日、クワンティコ海兵隊航空基地は、バージニア州クワンティコ海兵航空施設へと改称された。現在は、マリーンワンを運用する第1海兵ヘリコプター飛行隊（英:Marine Helicopter Squadron One, HMX-1）の本拠地となっている。
第1海兵ヘリコプター飛行隊は、戦術開発任務に加えて、アメリカ合衆国大統領の空輸を担当するとともに、海兵隊戦闘開発コマンド（英:Marine Corps Combat Development Command）に対する支援を実施している。
2005年10月1日、クワンティコ海兵航空施設は、バージニア州クワンティコ海兵隊基地に本部を置く海兵隊首都圏施設（英:Marine Corps Installations National Capital Region, MCINCR）の隷下に再編成された。